# 화성시체육회
화성시체육회는 화성시의 학교체육 및 생활 체육의 진흥, 시민 건강과 체력 증진, 여가 선용 및 복지 향상 등을 위하여  경기도체육회산하 설치된 기관이다.